# Miloš Nesvadba

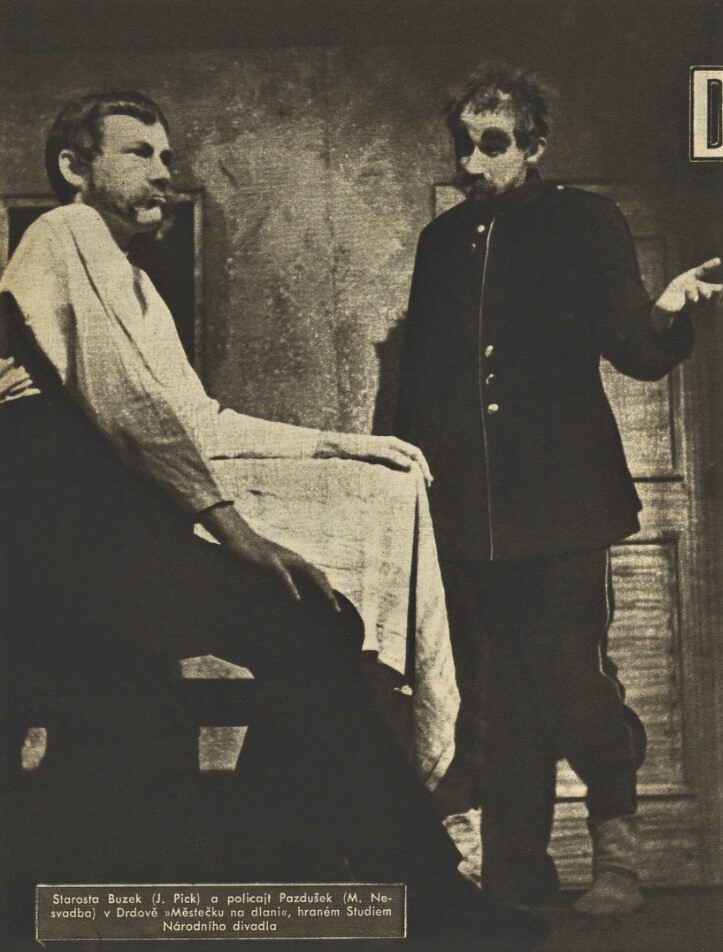
Miloš Nesvadba (vpravo) jako policajt Pazdušek (Jan Drda: Městečko na dlani, Studio Národního divadla, 1947)

Miloš Nesvadba (17. dubna 1925 Praha – 22. července 2020) byl český herec, spisovatel, ilustrátor, výtvarník, dlouholetý člen činohry Národního divadla v Praze známý svými kresbičkami a malůvkami pro děti, působil také jako komiksový kreslíř, karikaturista, divadelní a televizní scénograf. Jeho syn Michal Nesvadba je známý herec, bavič a mim.

## Život
Vyrůstal se starším bratrem Jiřím, který se stal scénografem a divadelním režisérem. Odmaturoval na reálném gymnáziu (1944) a přihlásil se na Státní konzervatoř v Praze. Jeho studia však přerušila druhá světová válka a po válce se na konzervatoř již nevrátil. Hereckou průpravu získal v Souboru mladých Jindřicha Honzla (později Studia Národního divadla). V roce 1948 byl angažován do činohry Národního divadla, kde ztvárnil desítky rolí. Poslední představení, derniéru Revizora zde odehrál spolu s Lubou Skořepovou dne 18. června 2014.
Na filmovém platně se objevil ve více než 30 filmech, většinou v drobných rolích. Debutoval v historické komedii Miroslava Cikána Alena v roce 1947. Nejvíce filmových rolí ztvárnil v průběhu 50. let, později se objevoval na filmovém plátně celkem zřídka. Jednu z mála hlavních rolí dostal v budovatelském filmu Zítra se bude tančit všude (1952). Nezapomenutelnou roli prince ze Země zacházejícího slunce si zahrál v pohádce Bořivoje Zemana Pyšná princezna (1952). Příležitostně se objevoval i v televizních seriálech a inscenacích. Velkou oblibu si také získal svými hereckými a kreslířskými výstupy v pořadech pro děti. V roce 1977 podepsal tzv. antichartu a jeho jméno díky podpisu bylo na druhé stránce Rudého práva.
Vedle herectví od mládí projevoval neobyčejné výtvarné nadání, díky kterému proslul také jako kreslíř karikatur a vtipů, ilustrátor knih, z nichž některé sám napsal. Kreslil do novin a časopisů, jako výtvarník stál i u zrodu časopisu Dikobraz. Svou práci převážně zasvětil dětem a jeho jméno je také úzce spjato s dvěma dětskými časopisy Mateřídouška a Sluníčko, ve kterých hojně publikoval svoje kresby i literární díla.
V roce 1964 se stal zakládajícím členem Odboru přátel a příznivců Slavie, který měl za cíl zachránit a pozdvihnout fotbalovou Slavii, toho času živořící ve druhé fotbalové lize.
Se svou ženou, kostýmní výtvarnicí Jaroslavou měl dva syny. Prvorozený syn Michal je herec a mim, stejně jako jeho otec se věnuje převážně dětem. Mladší syn Martin je vydavatelem časopisu a provozuje malou cestovní kancelář. Miloš Nesvadba byl i dědem (měl čtyři vnoučata) a pradědem.
Věnoval se také ilustrátorské činnosti, zejména knížek pro děti. V roce 1989 byl jmenován zasloužilým umělcem.
Zemřel dne 22. července 2020 ve věku 95 let. Poslední rozloučení, kterého se zúčastnila jeho rodina, kolegové i příznivci jeho díla, se konalo 6. srpna 2020 ve vinohradském chrámu Nejsvětějšího srdce Páně. Pietní akt se v kostele odehrával po tom, co se rodina nedohodla s vedením pražského Národního divadla na obřadu v budově divadla; podle ředitele Jana Buriana bylo rozloučení v Národním divadle neuskutečnitelné z důvodu jeho rekonstrukce.

## Divadelní role, výběr
- 1945 Aristofanés: Bohatství, Kairon, Studio ND (hráno v býv. Velké operetě), režie Stanislav Vyskočil[8]
- 1946 Josef Čapek, Karel Čapek: Ze života hmyzu, Chrobák, Slepý mravenec, Novinář, Národní divadlo, režie Jindřich Honzl
- 1949 Edmond Rostand: Cyrano z Bergeracu, Nespokojenec, První básník, Tylovo divadlo, režie František Salzer
- 1949 Alois Jirásek: Lucerna, Michal, Národní divadlo, režie Josef Pehr
- 1961 William Shakespeare: Král Lear, Herold, Smetanovo divadlo, režie František Salzer
- 1974 Edmond Rostand: Cyrano z Bergeracu, Brissaille, Tylovo divadlo, režie Miroslav Macháček
- 1982 Jan Drda: Hrátky s čertem, Karborund, Tylovo divadlo, režie Václav Hudeček
- 1997 William Shakespeare: Sen noci svatojánské, Filostrates, Národní divadlo, režie Jan Kačer
- 2002 Edmond Rostand: Cyrano z Bergeracu, Pan divák, Národní divadlo, režie Michal Dočekal
- 2006 N. V. Gogol: Revizor, Kupec, Stavovské divadlo, režie Michal Dočekal

## Film
- 1952 Zítra se bude tančit všude
- 1952 Pyšná princezna – role: princ ze země zacházejícího slunce

## Televize
- 1971 Růže a prsten – role: princ Bulka

## Knihy pro děti (výběr)
- Ondra a 3 Marťánkové – 1963
- Evička a Monoklíček

Knihy pro děti s ilustracemi Miloše Nesvadby z posledních let:
- Michal maluje s tátou – září 2007
- Michal doma s mámou – září 2008
- Krok za krokem celým rokem – září 2008
- Knížka pro malé čarodějky – září 2008

### Reference

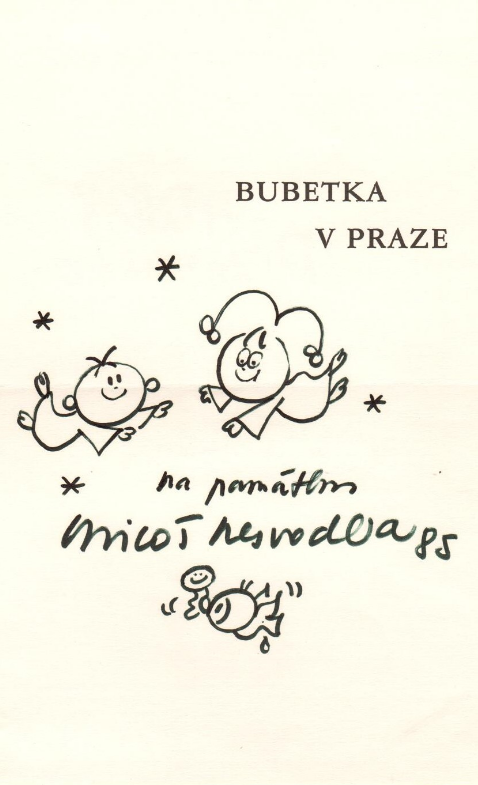
Autogram Miloše Nesvadby (spolu s kresbičkou) v knize Bubetka v Praze od Ladislava Dvorského z roku 1985